# Tecophilaea
Tecophilaea är ett släkte av enhjärtbladiga växter. Tecophilaea ingår i familjen Tecophilaeaceae.
Kladogram enligt Catalogue of Life:
| Tecophilaea | \| \| Tecophilaea cyanocrocus \| \| \| \| \| \| Tecophilaea violiflora \| \| \| \| |
|             | \| \| Tecophilaea cyanocrocus \| \| \| \| \| \| Tecophilaea violiflora \| \| \| \| |
|             | Conanthera                                                                         |
|             |                                                                                    |
|             | Cyanastrum                                                                         |
|             |                                                                                    |
|             | Cyanella                                                                           |
|             |                                                                                    |
|             | Eremiolirion                                                                       |
|             |                                                                                    |
|             | Kabuyea                                                                            |
|             |                                                                                    |
|             | Odontostomum                                                                       |
|             |                                                                                    |
|             | Walleria                                                                           |
|             |                                                                                    |
|             | Zephyra                                                                            |
|             |                                                                                    |
|             | Tecophilaea cyanocrocus                                                            |
|             |                                                                                    |
|             | Tecophilaea violiflora                                                             |
|             |                                                                                    |

|  | Tecophilaea cyanocrocus |
|  |                         |
|  | Tecophilaea violiflora  |
|  |                         |